# Rebekka Bakken
Pour les articles homonymes, voir Bakken.
Rebekka Bakken, née le 4 avril 1970 à Oslo est une chanteuse de jazz.

## Discographie

### Albums solos
- 2003 : The Art of How to Fall
- 2005 : Is That You?
- 2006 : I Keep My Cool
- 2009 : Morning Hours
- 2011 : September
- 2014 : Litlle Drop of Poison
- 2016 : Most personal
- 2020 : Winter Nights

### Avec Julia Hülsmann
- 2003 : Scattering Poems

### Avec Wolfgang Muthspiel
- 2001 : Daily Mirror
- 2001 : Daily Mirror Reflected
- 2002 : Beloved

### Duo
- 2002 - Monolith avec Enders Room (Johannes Enders)
- 2003 - Heaven avec Christof Lauer
- 2004 - Human Radio avec Enders Room (Johannes Enders)
- 2006 - In Ewigkeit Damen avec Ludwig Hirsch